# Gare de Mont-sur-Meurthe
Gare de Mont-sur-Meurthe – stacja kolejowa w Mont-sur-Meurthe, w departamencie Meurthe i Mozela, w regionie Grand Est, we Francji.
Jest stacją Société nationale des chemins de fer français (SNCF), obsługiwaną przez pociągi TER Lorraine.